# Bönen
Bönen ist eine Gemeinde im Kreis Unna in Nordrhein-Westfalen. Sie liegt im Übergangsgebiet vom Ruhrgebiet zur Soester Börde.

## Geografie

### Lage

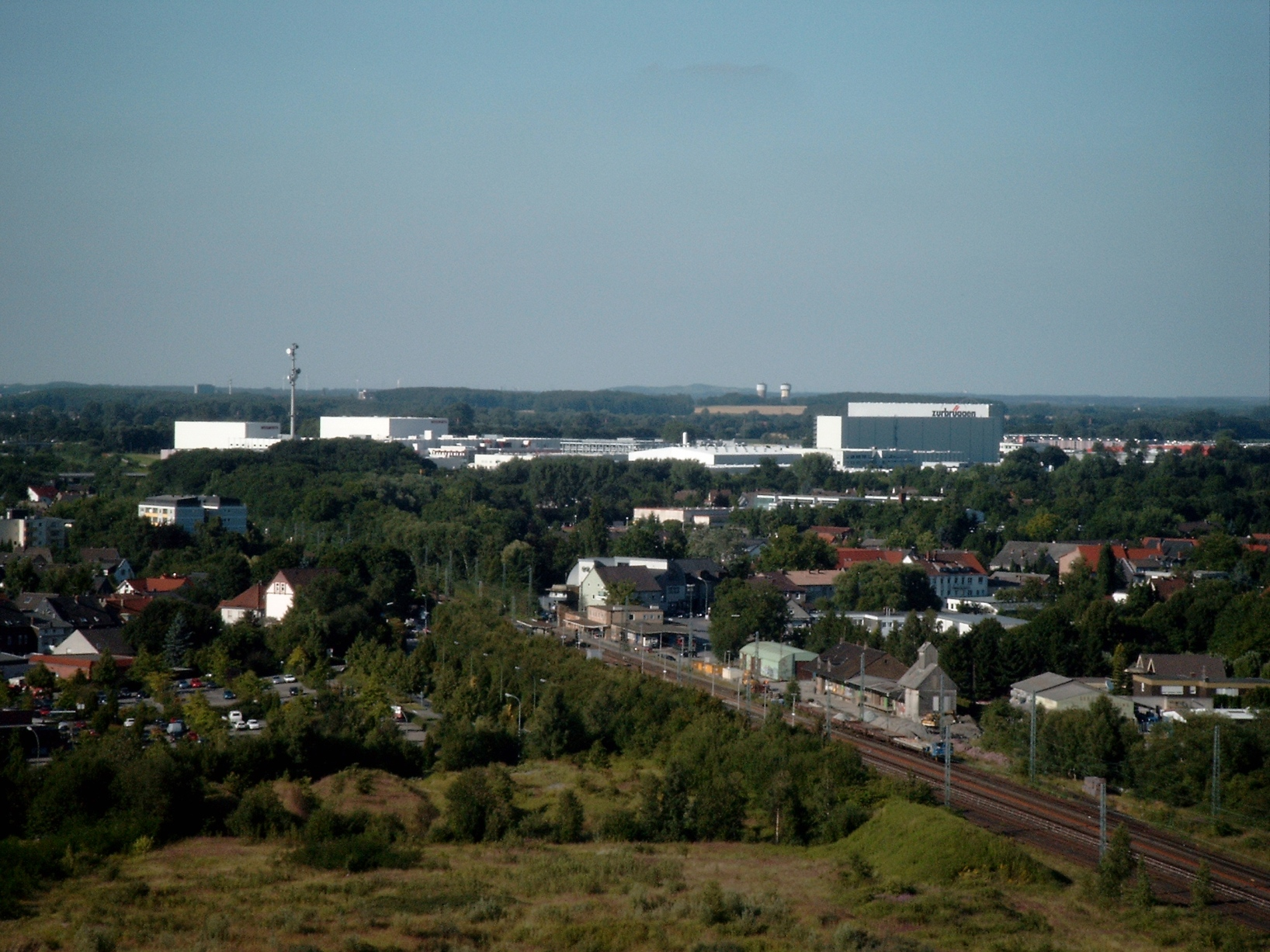
Blick vom Förderturm in Richtung Hamm

Bönen liegt südlich der Großstadt Hamm an der Autobahn A 2.

### Nachbargemeinden
Im Norden und Osten grenzt die kreisfreie Stadt Hamm an das Bönener Gemeindegebiet, südliche Nachbarkommune ist die Kreisstadt Unna. Westlich von Bönen liegt die Stadt Kamen.

### Gemeindegliederung
Die Gemeinde Bönen besteht aus den sechs Ortsteilen Altenbögge-Bönen, Bramey-Lenningsen, Flierich, Nordbögge, Osterbönen und Westerbönen.

## Geschichte

### Überblick
Laut Siedlungsforscher Albert K. Hömberg war „Boine“ in der vorkarolingischen Zeit der Name für einen Altsiedelraum. Dieser wurde im 10. Jahrhundert in einzelne Bauerschaften unterteilt. In alten Urkunden wird Bönen auch „Boynen“, „Boinen“ oder „Boine“ geschrieben. Diese Schreibweise geht auf das altdeutsche Wort Bön, Bün oder Bühn zurück und drückt eine erhöhte Lage aus. Um das Jahr 1032 wurde Bönen in den Werdener Heberegistern genannt.
Bönen gehörte im Spätmittelalter und der Frühen Neuzeit in eigener Bauerschaft (Boenen) im Amt Hamm zur Grafschaft Mark. Laut dem Schatzbuch der Grafschaft Mark von 1486 hatten die 14 Steuerpflichtigen in der Bauerschaft zwischen 2 oirt und 6 Goldgulden an Abgabe zu leisten. Im Jahr 1705 waren in der vergrößerten Bauerschaft 20 Steuerpflichtige mit Abgaben an die Rentei Hamm im Kataster verzeichnet.
Der Ort bestand zunächst nur aus einer Ansammlung von Bauernhöfen, bis 1899 der Schacht 3 (zwei Jahre später Schacht 4) der Zeche Königsborn abgeteuft wurde. Es entwickelte sich eine Bergarbeitergemeinde, die in Spitzenzeiten bis zu 20.000 Einwohner hatte. Im Jahre 1981 wurde die Schachtanlage geschlossen. Seither befindet sich die Gemeinde in einem Prozess des Strukturwandels. Im Norden der Gemeinde ist ein großes Industrie- und Gewerbegebiet mit vielen neuen Arbeitsplätzen entstanden.

### Eingemeindungen

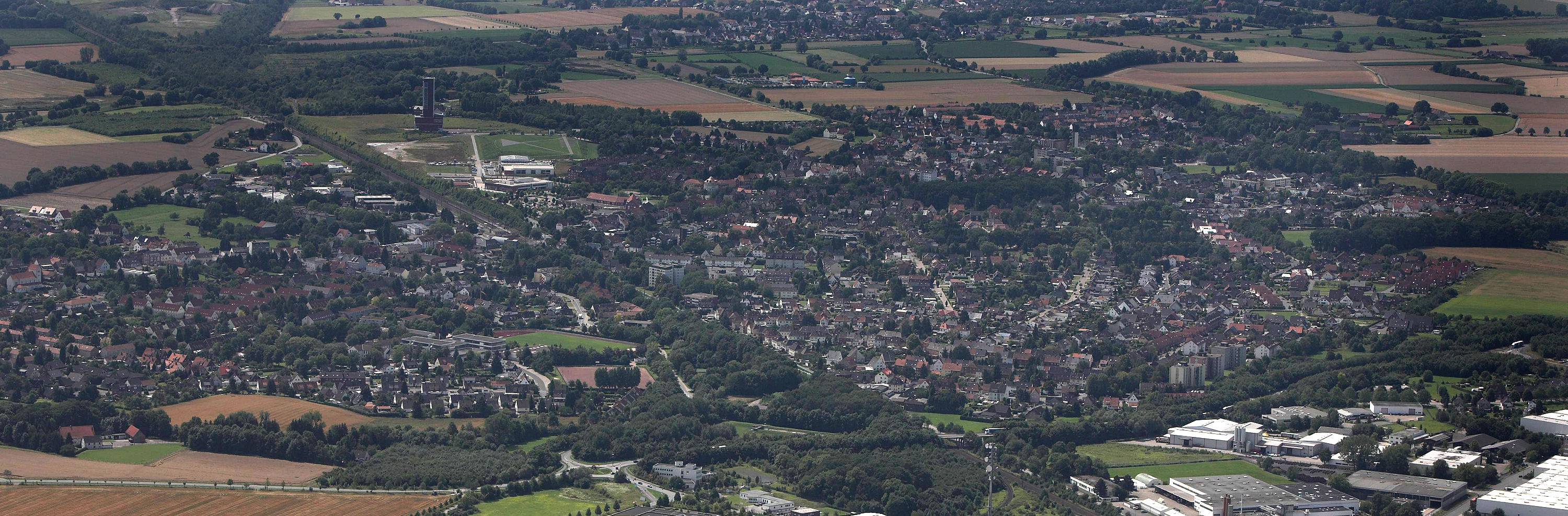
Bönen, Luftbild 2009

Als Konsequenz aus der zunehmenden Verzahnung der Siedlungsgebiete erfolgte am 1. April 1951 der kommunale Zusammenschluss von Bönen und Altenbögge zur Gemeinde Altenbögge-Bönen, die zum Amt Pelkum gehörte.
Im Rahmen der kommunalen Neuordnung am 1. Januar 1968 wurden die Kommunen Altenbögge-Bönen, Nordbögge, Westerbönen und Osterbönen (alle bislang dem Amt Pelkum zugehörig) sowie Bramey-Lenningsen und Flierich (beide Amt Rhynern) zur neuen Gemeinde Bönen zusammengeschlossen.

## Demographie

### Einwohnerentwicklung
| Datum | Einwohner | Frauen |
| ----- | --------- | ------ |
| 2000  | 19.384    | 9.943  |
| 2003  | 19.014    |        |
| 2007  | 18.960    | 9.790  |
| 2008  | 18.717    | 9.664  |
| 2009  | 18.630    |        |
| 2012  | 18.023    |        |
| 2013  | 17.980    |        |
| 2015  | 18.059    | 9.269  |
| 2016  | 18.106    | 9.273  |
| 2019  | 18.604    |        |
| 2022  | 18.438    |        |

### Einwohnerstatistik
Nach den statistischen Daten des Demographie-, des Integrations- sowie des Sozialberichts, welche von Wegweiser-Kommune veröffentlicht wurden, ergeben sich für Bönen folgende Werte:
- Bevölkerungsanteil der unter 18-Jährigen: 18,9 % (Stand: 2022)
- Bevölkerungsanteil der mindestens 65-Jährigen: 22,9 % (Stand: 2022)
- Ausländeranteil: 14,5 % (Stand: 2022)
- Arbeitslosenanteil (im Verhältnis zu den sozialversicherungspflichtig Beschäftigten): 8,7 % (Stand: 2022)

## Politik

### Ergebnisse der Kommunalwahlen 2020 in Bönen
Die Sitze im Stadtrat verteilen sich nach dem Ergebnis der Kommunalwahl 2020 folgendermaßen auf die einzelnen Parteien:
| Partei | Stimmen | % (2020) | % (2014) | +/− | Sitze (2020) | Sitze (2014) | +/− |
| --- | --- | --- | --- | --- | --- | ------------ | --- |
| SPD | 2.519 | 35,5 % | 44,3 % | −8,8 % | 12 | 15           | −3  |
| CDU | 2.267 | 32,0 % | 28,0 % | +4,0 % | 10 | 09           | +1  |
| Bündnis 90/Die Grünen | 1.202 | 16,9 % | 13,0 % | +3,9 % | 05 | 04           | +1  |
| BgB | 0.436 | 06,2 % | 06,7 % | −0,5 % | 02 | 02           | ±0  |
| FDP | 0.362 | 05,1 % | 03,8 % | +1,3 % | 02 | 01           | +1  |
| Die LINKE | 0.308 | 04,3 % | 04,3 % | ±0,0 % | 01 | 01           | ±0  |
| Gültige Stimmen | 7.094 | | | | |              |     |
| Ungültige Stimmen | 0.173 | | | | |              |     |
| Stimmen Insgesamt | 7.267 | | | | 32 | 32           | ±0  |
| Wahlberechtigte Insgesamt | 14.0530 | 51,7 % | 52,4 % | −0,7 % | |              |     |
| Ratswahl 13.09.2020 BönenWahlbeteiligung von 51,7 % 403020100 35,5 %32,0 %16,9 %6,2 %5,1 %4,3 % SPDCDUGrüneBgBdFDPLinkeGewinne und Verlusteim Vergleich zu 2014 %p 4 2 0 −2 −4 −6 −8−10−8,8 %p+4,0 %p+3,9 %p−0,5 %p+1,3 %p± 0,0 %pSPDCDUGrüneBgBFDPLinkeAnmerkungen:d Bürgergemeinschaft Bönen | Ratswahl 13.09.2020 BönenWahlbeteiligung von 51,7 % 403020100 35,5 %32,0 %16,9 %6,2 %5,1 %4,3 % SPDCDUGrüneBgBdFDPLinkeGewinne und Verlusteim Vergleich zu 2014 %p 4 2 0 −2 −4 −6 −8−10−8,8 %p+4,0 %p+3,9 %p−0,5 %p+1,3 %p± 0,0 %pSPDCDUGrüneBgBFDPLinkeAnmerkungen:d Bürgergemeinschaft Bönen | Ratswahl 13.09.2020 BönenWahlbeteiligung von 51,7 % 403020100 35,5 %32,0 %16,9 %6,2 %5,1 %4,3 % SPDCDUGrüneBgBdFDPLinkeGewinne und Verlusteim Vergleich zu 2014 %p 4 2 0 −2 −4 −6 −8−10−8,8 %p+4,0 %p+3,9 %p−0,5 %p+1,3 %p± 0,0 %pSPDCDUGrüneBgBFDPLinkeAnmerkungen:d Bürgergemeinschaft Bönen | Sitzverteilung Ratswahl 13.09.2020 BönenInsgesamt 32 Sitze - Linke: 1 - SPD: 12 - Grüne: 5 - CDU: 10 - FDP: 2 - Sonst.: 2 Sonstige: (2 Sitze) > „BgB“ = 2 Sitze | Sitzverteilung Ratswahl 13.09.2020 BönenInsgesamt 32 Sitze - Linke: 1 - SPD: 12 - Grüne: 5 - CDU: 10 - FDP: 2 - Sonst.: 2 Sonstige: (2 Sitze) > „BgB“ = 2 Sitze | Sitzverteilung Ratswahl 13.09.2020 BönenInsgesamt 32 Sitze - Linke: 1 - SPD: 12 - Grüne: 5 - CDU: 10 - FDP: 2 - Sonst.: 2 Sonstige: (2 Sitze) > „BgB“ = 2 Sitze |              |     |

| Partei | Kandidat                  | Stimmen | % (2020) |
| --- | ------------------------- | ------- | -------- |
| | Rotering, Stephan         | 4.982   | 69,9 %   |
| SPD | Semmelmann, Thomas        | 2.147   | 30,1 %   |
| Gültige Stimmen | Gültige Stimmen           | 7.129   |          |
| Ungültige Stimmen | Ungültige Stimmen         | 0.137   |          |
| Stimmen Insgesamt | Stimmen Insgesamt         | 7.266   |          |
| Wahlberechtigte Insgesamt | Wahlberechtigte Insgesamt | 14.0530 | 51,7 %   |
| Bürgermeisterwahl 13.09.2020 BönenWahlbeteiligung von 51,7 % 706050403020100 69,9 %30,1 % Sonst.aSPDbAnmerkungen:a Rotering, Stephanb Semmelmann, Thomas |                           |         |          |

### Gemeinderat
Seit 2009 setzte sich der Rat der Gemeinde wie folgt zusammen:
| Partei    | Sitze 2020 | (Sitze 2016)1 | Sitze 2014 | Sitze 2009 |
| --------- | ---------- | ------------- | ---------- | ---------- |
| SPD       | 12         | 11            | 15         | 21         |
| CDU       | 10         | 08            | 09         | 08         |
| Grüne     | 05         | 04            | 04         | 05         |
| BgB       | 02         | 01            | 02         | 02         |
| FDP       | 02         | 02            | 01         | 02         |
| Linke     | 01         | 01            | 01         | 0          |
| parteilos | 0          | 05            | 0          | 0          |

1 nach Fraktionswechseln mehrerer Abgeordneter

#### Ergebnisse der Kommunalwahlen ab 1975
In der Liste werden nur Parteien und Wählergemeinschaften aufgeführt, die mindestens 1,95 Prozent der Stimmen bei der jeweiligen Wahl erhalten haben.
|        |        |        |        |       |        |           |
| Jahr   | SPD    | CDU    | Grüne1 | BgB   | FDP    | Die Linke |
| 1975   | 62,6 % | 26,2 % |        |       | 11,2 % |           |
| 1979   | 63,5 % | 26,8 % |        |       | 09,6 % |           |
| 1984   | 62,4 % | 23,9 % | 07,3 % |       | 06,4 % |           |
| 1989   | 67,5 % | 23,8 % |        |       | 08,7 % |           |
| 219942 | 56,0 % | 22,3 % | 09,1 % | 6,3 % | 03,5 % |           |
| 1999   | 48,5 % | 32,4 % | 10,9 % | 8,2 % |        |           |
| 2004   | 56,1 % | 28,3 % | 09,5 % | 6,2 % |        |           |
| 2009   | 54,9 % | 21,6 % | 12,8 % | 4,5 % | 06,2 % |           |
| 2014   | 44,3 % | 28,1 % | 13,0 % | 3,7 % | 06,6 % | 4,4 %     |
| 2020   | 35,5 % | 32,0 % | 16,9 % | 6,2 % | 05,1 % | 4,4 %     |

Fußnoten
1 Grüne: 1984: Grüne, ab 1994: B’90/Grüne
2 1994: zusätzlich: REP: 2,7 %

### Bürgermeister
Zum hauptamtlichen Bürgermeister wurde im September 2015 bei den Bürgermeisterwahlen der Kämmerer aus Welver, Stephan Rotering (parteilos), mit 64,8 % im ersten Wahlgang gewählt und 2020 mit 69,88 % im Amt bestätigt Rotering ist der erste Bürgermeister in Bönen, der nicht Mitglied der SPD ist. Vor der Wahl bildeten die Oppositionsparteien CDU, Grüne, FDP und BgB ein Zweckbündnis und nominierten Rotering als gemeinsamen Kandidaten für die Bürgermeisterwahl.

### Wappen und Flagge
| Wappen der Gemeinde Bönen, Kreis Unna | Blasonierung: „In Silber (Weiß) eine freischwebende pfahlweise gestellte, aus vier Gliedern bestehende rote Kette, wobei die beiden äußeren Kettenglieder größer und offen sind.“ |
| Wappen der Gemeinde Bönen, Kreis Unna | Wappenbegründung: Das Wappen wurde am 18. April 1969 zusammen mit der Flagge und dem Siegel vom nordrhein-westfälischen Innenminister verliehen. Das Wappen von Bönen zeigt eine rote, im Mittelalter gebräuchliche Fußfessel für Pferde, die sogenannte „Haile“, auf silbernem Grund. Es leitet sich ab von dem Wappen der Herren von Boenen, das in Silber eine pfahlweise hängende rote Kette von fünf Gliedern zeigt, das obere und das untere nach außen offen. Die Hissflagge ist von Rot und Weiß geteilt mit dem Wappen in der Mitte. |

Hissflagge
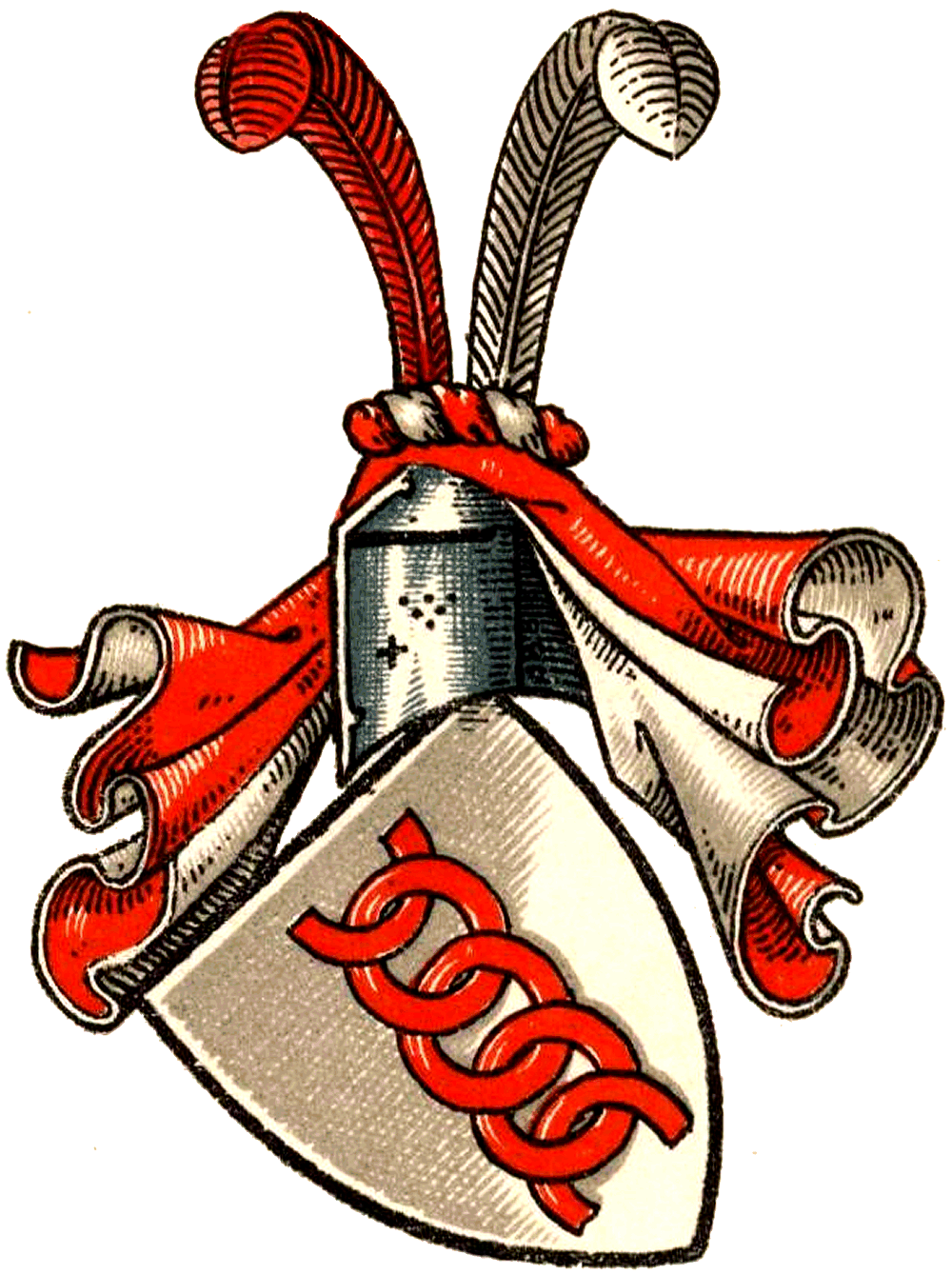
Wappen der Herren von Boenen
Wappen des ehem. Amtes Pelkum
Wappen des ehem. Amtes Rhynern

### Städtepartnerschaften
- Billy-Montigny im Département Pas-de-Calais, Frankreich
- Trzebinia in der Woiwodschaft Kleinpolen, Polen

## Kultur und Sehenswürdigkeiten

### Museen
Im Kulturzentrum Alte Mühle finden neben Musik- und Theateraufführungen wechselnde Ausstellungen von Werken meist regional bekannter Künstler statt.
Im engeren regionalen Umfeld der Gemeinde bieten die Städte Unna, Kamen und Hamm zahlreiche kulturelle Angebote. Münster, Soest, Dortmund und das angrenzende Ruhrgebiet sind darüber hinaus kulturelle Anziehungspunkte. Mit dem Lichtkunstwerk „Yellow marker“ von Mischa Kuball ist Bönen im Kulturprojekt Hellweg – ein Lichtweg vertreten.

### Bauwerke

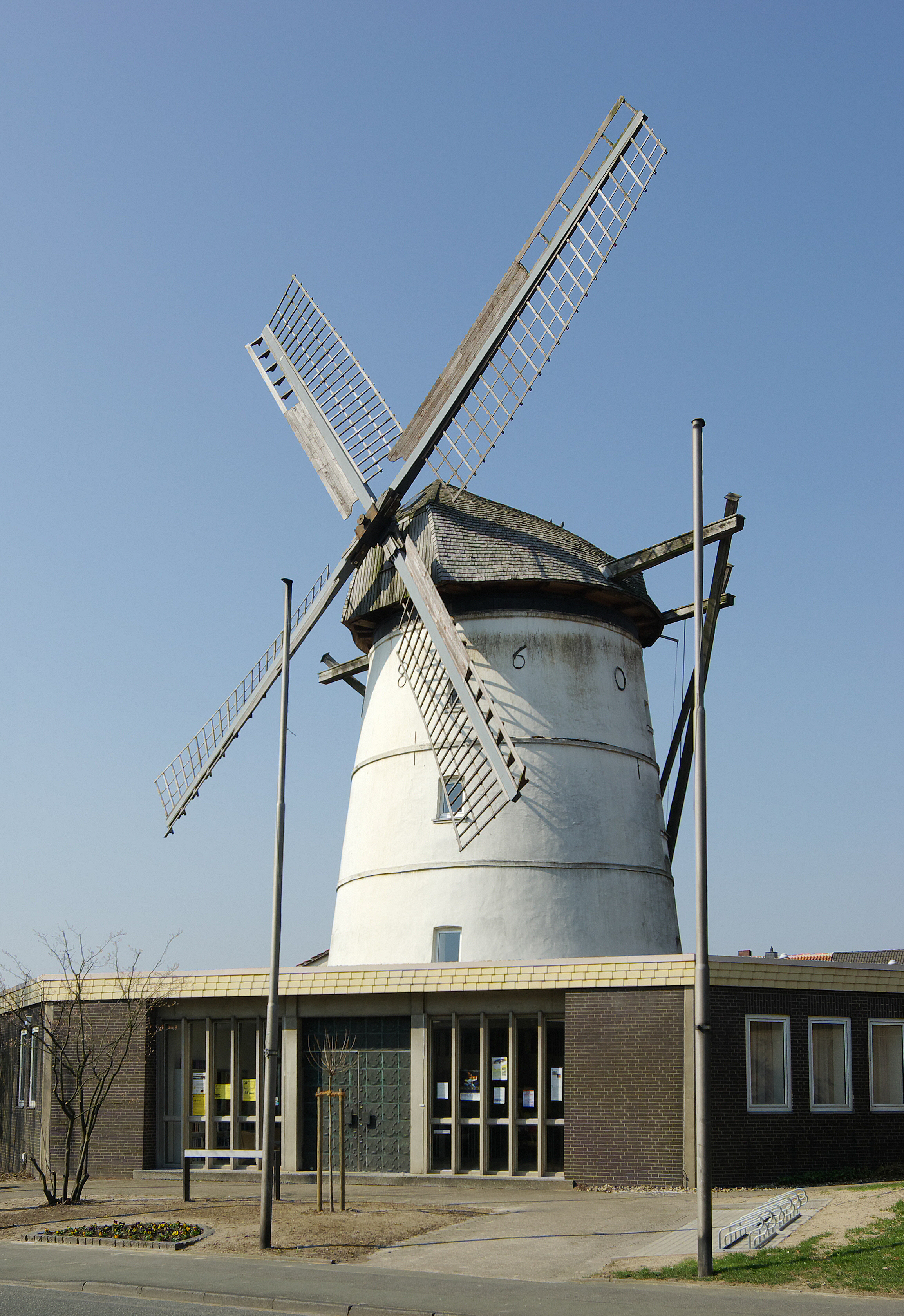
Die Bönener Windmühle

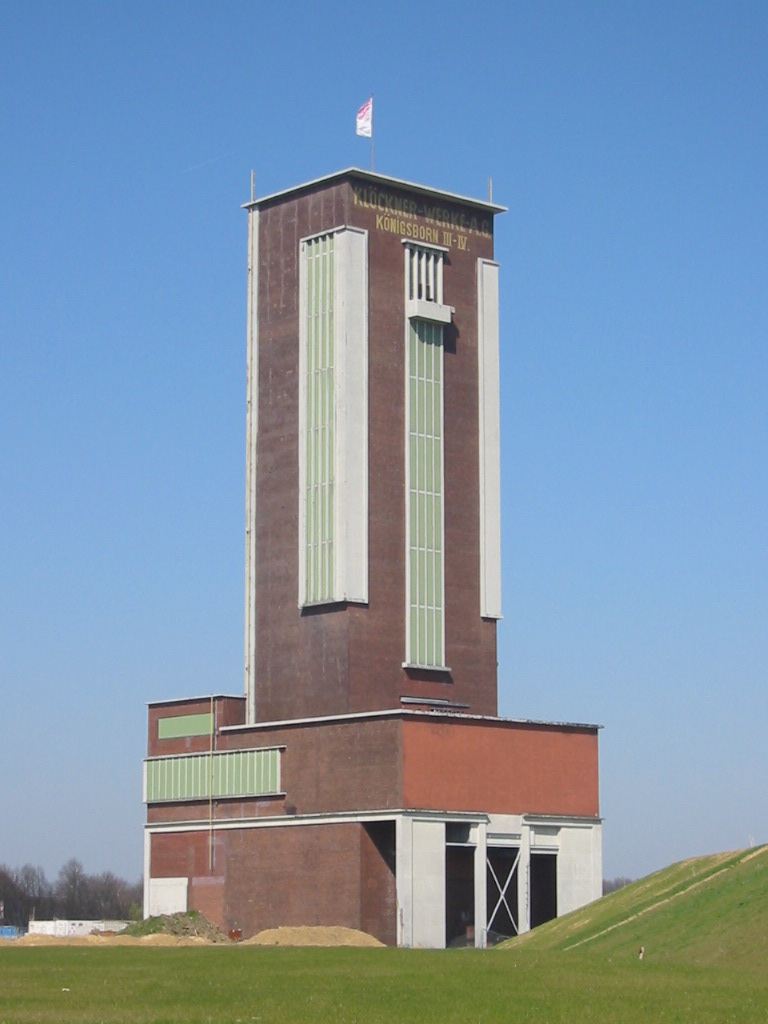
Förderturm der ehemaligen Zeche Königsborn Schacht III/IV

Das älteste erhaltene Bauwerk der Gemeinde Bönen ist der um die Mitte des 12. Jahrhunderts erbaute Kirchturm der alten Kirche auf der Anhöhe Bönens. Im Spätmittelalter dürfte er auch als Rückzugs- und Verteidigungsbauwerk gedient haben. Das Kirchenschiff selbst wurde erst Mitte des 19. Jahrhunderts erbaut, als die baufällig gewordene frühgotische Kirche abgebrochen werden musste.
Eine weitere Sehenswürdigkeit Bönens ist der Ortskern von Flierich. Den Mittelpunkt Flierichs bildet die im späten 12. Jahrhundert aus weichem Anröchter Sandstein erbaute und dem Heiligen Michael geweihte evangelische Dorfkirche, umgeben von einer fürs Mittelalter typischen fachwerklichen Rundbebauung. Im Inneren birgt die Kirche einen hängenden, achteckigen Kanzelkorb mit Schalldeckel aus dem Jahr 1750. Auf dem Kirchplatz, der bis ins Jahr 1826 als Begräbnisstätte diente, steht ein Kriegerdenkmal für die Fliericher Opfer des Preußisch-Österreichischen Krieges (1866) und des Frankreichkrieges (1870–1871). Am benachbarten Dorfplatz steht das Fliericher Backhaus, ein Fachwerkbau, der neben der Backstube auch ein kleines Heimatmuseum beherbergt. Komplettiert wird das mittelalterliche Erscheinungsbild Flierichs zum Beispiel durch ein fachwerkliches Wartehäuschen der Bushaltestelle und die zahlreichen Bauerngärten.
1860 wurde in Bönen eine Turmwindmühle gebaut, die heute unter Denkmalschutz steht. Im Jahr 1969 erfolgte der Ausbau zum Kulturzentrum. Neben den regelmäßig dort stattfindenden Kunstausstellungen und Kleinveranstaltungen beherbergt die alte Mühle im Turm das standesamtliche Trauzimmer.
Das einzige Bauwerk, das von der Schachtanlage der Zeche Königsborn III/IV nach deren Schließung im Jahre 1981 erhalten geblieben ist, ist der vom Architekten Alfred Fischer im Jahr 1929 errichtete und unter Denkmalschutz stehende Förderturm. Mit einer Höhe von mehr als 60 Metern ist er ein weithin sichtbares Wahrzeichen der Gemeinde Bönen. Am 7. August 1999 präsentierte Mischa Kuball die von ihm geplante Lichtkunst „Yellow Marker“, bei der zwei gegenüberliegende Ecken des Turms mit gelben Leuchtröhren Nachts erhellt werden. Dabei bildet der Förderturm in Bönen den Ostpol und der ebenso illuminierte Förderturm des Bergwerks Rossenray im 80 km entfernten Kamp-Lintfort den Westpol, welche die Kultur- und Industrieregion des Ruhrgebiets umschließen. Ein daraufhin gegründeter Förderverein, später dann eine Bürgerstiftung (Gründung am 14. September 2003), verfolgt das Ziel der Umgestaltung zur dauerhaften Nutzung des alten Zechenturms als Ort größerer Veranstaltungen im und um den Förderturm.
Am ehemaligen Bahnhof Lenningsen erinnerte seit 1995 ein Rosenbeet mit „Elisabeth-Rosen“ an die dortige Übernachtung der britischen Königin Elisabeth II. im königlichen Sonderzug am 25. Mai 1965 während ihres ersten Deutschland-Besuchs. Da die Rosen den Winter 2009/2010 nicht überlebt haben, wurde das Beet im Frühjahr 2010 eingeebnet. Im Herbst 2011 pflanzte die Interessengemeinschaft Lenningsen ein neues Beet mit der Edelrose „The Queen Elizabeth Rose“ an.

### Naturschutz

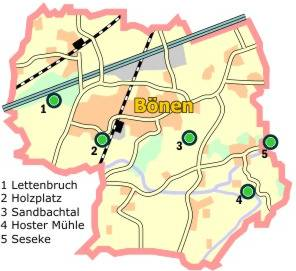
Naturschutzgebiete in Bönen

Auf dem Bönener Gemeindegebiet sind vier Naturschutzgebiete mit einer Gesamtfläche von 132 ha ausgewiesen. Von Westen nach Osten sind dies die Gebiete Lettenbruch, Holzplatz, Sandbachtal und Horster Mühle. Das Naturschutzgebiet Seseke (auf dem Gebiet der kreisfreien Stadt Hamm) grenzt im Osten direkt an die Bönener Gemeindegrenze.
Bönens größtes Waldgebiet ist der teilweise zum Naturschutzgebiet erklärte Lettenbruch. Mitten durch diesen Mischwald führt die Bundesautobahn A2.
Heiliger Eichsberg: Am östlichen Ortsrand befand sich eine germanische Kultstätte, hier wurden auf einem Stein unter einer „heiligen Eiche“ Opfer gebracht und heidnische Götter angebetet. Diese Eiche soll mehr als ein Jahrtausend überdauert haben. Die heute noch so benannte Flur liegt am Herrenweg und ist heute eher bekannt als „Hexenberg“.
Östlich des Ortsteils Bönen liegt das Naturschutzgebiet Sandbachtal. Hier, wo das Bett des Sandbachs durch einen Waldstreifen am südlichen Hang des Röhrbergs führt, hat man einen weiten Ausblick auf den Haarstrang, der die natürliche Grenze zwischen dem flachen Münsterland und dem Mittelgebirge des Sauerlands bildet.

### Stolpersteine
Der Künstler Gunter Demnig erinnert mit den so genannten Stolpersteinen im Trottoir an deren letztem Wohnort an die Opfer der NS-Zeit.

## Wirtschaft und Infrastruktur
Die Gemeinde Bönen weist eines der niedrigsten durchschnittlichen Primäreinkommen je Einwohner im Kreis Unna auf. Im Landesvergleich belegte sie bezüglich des durchschnittlich verfügbaren Einkommens im Jahr 2016 die Rangziffer 373 unter den 396 Gemeinden Nordrhein-Westfalens. Somit gehört Bönen zu den einkommensschwächsten Gemeinden des Bundeslandes.
Mit 940 % weist Bönen den zweithöchsten Grundsteuer-B-Hebesatz in NRW auf.

### Verkehr

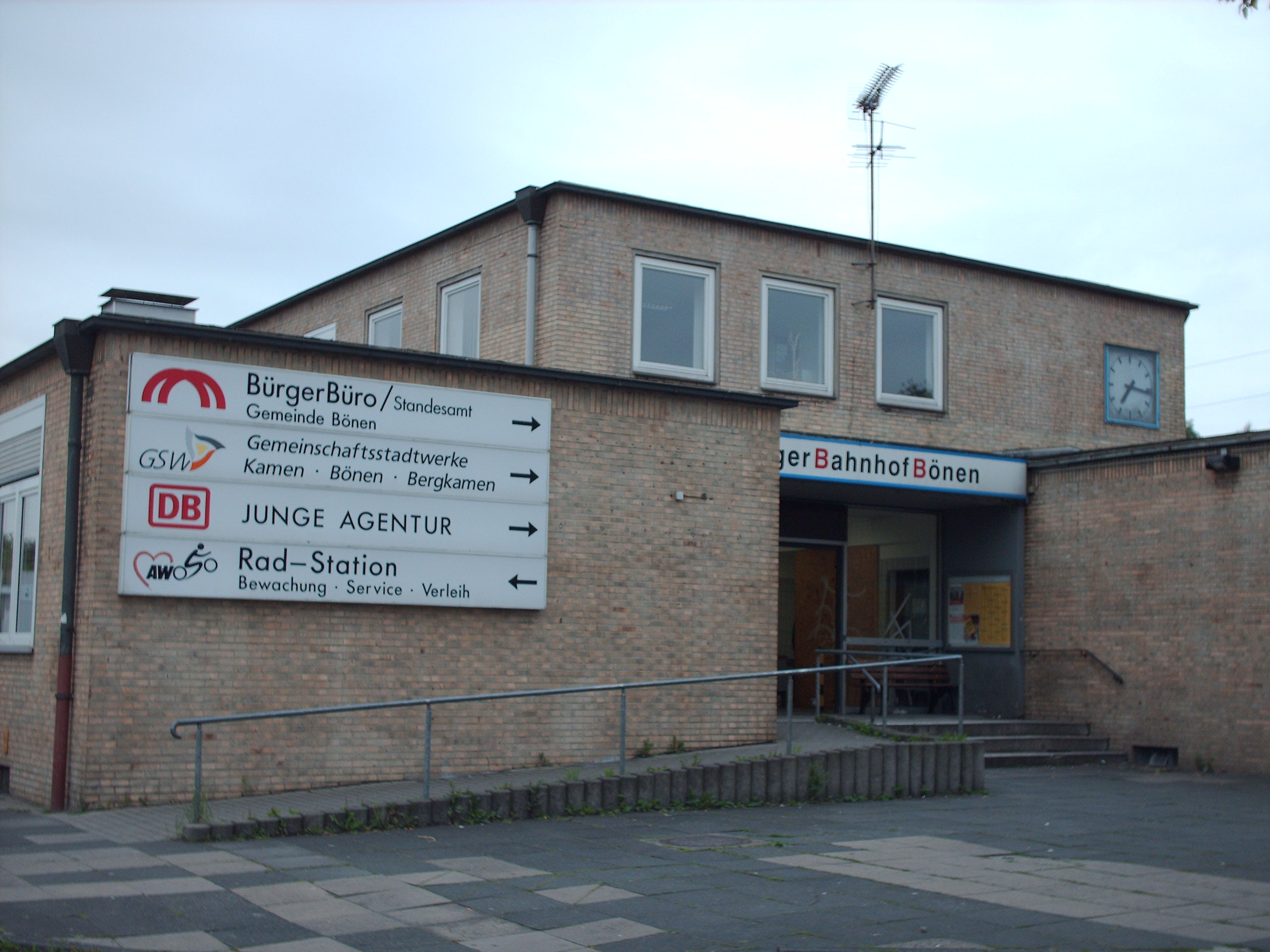
Bahnhof Bönen

Der Bahnhof Bönen liegt an der Bahnstrecke Hagen–Hamm und wird von der Linien RE 7 und RE 13 bedient.
| Linie | Verlauf | Takt   |
| ----- | --- | ------ |
| RE 7  | Rhein-Münsterland-Express: Rheine – Emsdetten – Greven – Münster Hbf – Münster-Hiltrup – Drensteinfurt – Hamm (Westf) Hbf – Bönen – Unna – Holzwickede – Schwerte – Hagen Hbf – Ennepetal (Gevelsberg) – Schwelm – Wuppertal-Oberbarmen – Wuppertal Hbf – Solingen Hbf – Opladen – Köln Messe/Deutz – Köln Hbf – Dormagen – Neuss Hbf – Meerbusch-Osterath – Krefeld-Oppum – Krefeld Hbf Stand: Fahrplanwechsel Dezember 2023 | 60 min |
| RE 13 | Maas-Wupper-Express: Venlo – Kaldenkirchen – Breyell – Boisheim – Dülken – Viersen – Mönchengladbach Hbf – Neuss Hbf – Düsseldorf-Bilk – Düsseldorf Hbf – Wuppertal-Vohwinkel – Wuppertal Hbf – Wuppertal-Barmen – Wuppertal-Oberbarmen – Schwelm – Ennepetal (Gevelsberg) – Hagen Hbf – Schwerte (Ruhr) – Holzwickede – Unna – Bönen – Hamm (Westf) Hbf Stand: Fahrplanwechsel Dezember 2023                                 | 60 min |

Daneben besitzt auch der Ortsteil Nordbögge einen Haltepunkt, dieser liegt an der Bahnstrecke Dortmund–Hamm.
Für den Güterverkehr verfügt auch das Industrie- und Gewerbegebiet „Am Mersch“ über einen Gleisanschluss.
Zum 1. April 1991 wurde am Bahnhof Bönen der personenbediente Fahrkartenverkauf eingestellt, weil ein Automat existierte.
Seit 1995 verfügt Bönen auch über eine Autobahnanschlussstelle an der A 2. Durch die unmittelbare Nähe zum Kamener Kreuz der Autobahnen A 1 und A 2) liegt Bönen verkehrsgünstig sowohl an einer wichtigen Nord-Süd- als auch West-Ost-Achse.
Durch Bönen führen die folgenden Landesstraßen (L):
- Die L 663 führt von Dortmund über die Kamener Stadtteile Südkamen und Heeren-Werve durch die Bönener Ortsteile Bramey-Lenningsen und Flierich nach Hamm-Osterflierich (B 63).
- Die L 665 führt von der B 61 im Hammer Stadtteil Pelkum über die Bönener Ortsteile Nordbögge und Altenbögge, den Kamener Stadtteil Heeren-Werve nach Unna bis zur ehemaligen B 233, der jetzigen L 678.
- Die L 667 führt von der L 665 in Altenbögge über Bönen-Mitte, Osterbönen und die Hammer Stadtteile Rhynern und Uentrop bis zur L 822 auf dem Gemeindegebiet von Lippetal.
- Die L 881 führt von der Kamener Straße (L 667) durch den Ortsteil Bramey-Lenningsen und den Unnaer Ortsteil Westhemmerde bis zur L 673 im Fröndenberger Ortsteil Frohnhausen.

Der nächstgelegene Flughafen ist in rund 20 km Entfernung der Flughafen Dortmund.

### Busverkehr
Die Anbindung der Ortsteile an den ÖPNV erfolgt durch Buslinien bzw. Taxibusse.
- Die Linie C91 verbindet Bönen mit vielen Böner Ortsteilen und endet in Kamen Heeren. Sie fährt werktags im 30-Minuten-Takt.
- Die Linie 192 verbindet Bönen mit den Böner Ortsteilen Lenningsen, Bramey und Flierich.
- Die Linien 194 und 195 verbinden Bönen mit Unna Königsborn.

Darüber hinaus gibt es noch die Taxibuslinie T93. Diese Linie verbindet Osterbönen mit Bönen und fährt nur auf vorheriger Bestellung.

### Ansässige Unternehmen
- Die Textilhandelskette KiK eröffnete 2001 im Gewerbegebiet am Mersch in der Siemensstraße ein Logistikzentrum bzw. ihre Europazentrale und verlegte somit auch ihren Unternehmenssitz nach Bönen. Vom KiK-Zentrallager Bönen werden alle KiK-Filialen in Deutschland mit Waren versorgt.[22]
- Am 1. Juli 2001 wurde das Produktionswerk des Futtermittelherstellers Ahrhoff im Gewerbegebiet Robert-Bosch-Straße eingeweiht.
- Am 1. November 2005 wurde das Kompetenzzentrum „Bio-Security“ zur Verbesserung der Lebensmittelqualität und der Lebensmittelsicherheit im Gewerbegebiet am Mersch bezogen.
- Im November 2006 eröffnete die Baumarktkette Hellweg ihr Zentrallager im Industriegebiet Rudolf-Diesel-Straße.
- Das Landtechnik-Unternehmen GEA Farm Technologies hat seinen Sitz in Bönen.
- Das seit 1998 bestehende und auf die Gothic-, Wave- und Independentszene spezialisierte Plattenlabel Équinoxe Records ist in Bönen beheimatet.
- 2001 eröffnete Welser Profile ihre dritte Produktionsstätte im Gewerbegebiet (850 Mitarbeiter).[23]

### Medien
Lokale Tageszeitung ist der Westfälische Anzeiger. In Bönen sind die Lokalradiosender Antenne Unna und Radio Lippewelle Hamm zu empfangen.

### Öffentliche Einrichtungen
- Gemeindebücherei in Bönen
- Jugendzentrum Go In im Ortsteil Bönen

### Bildung

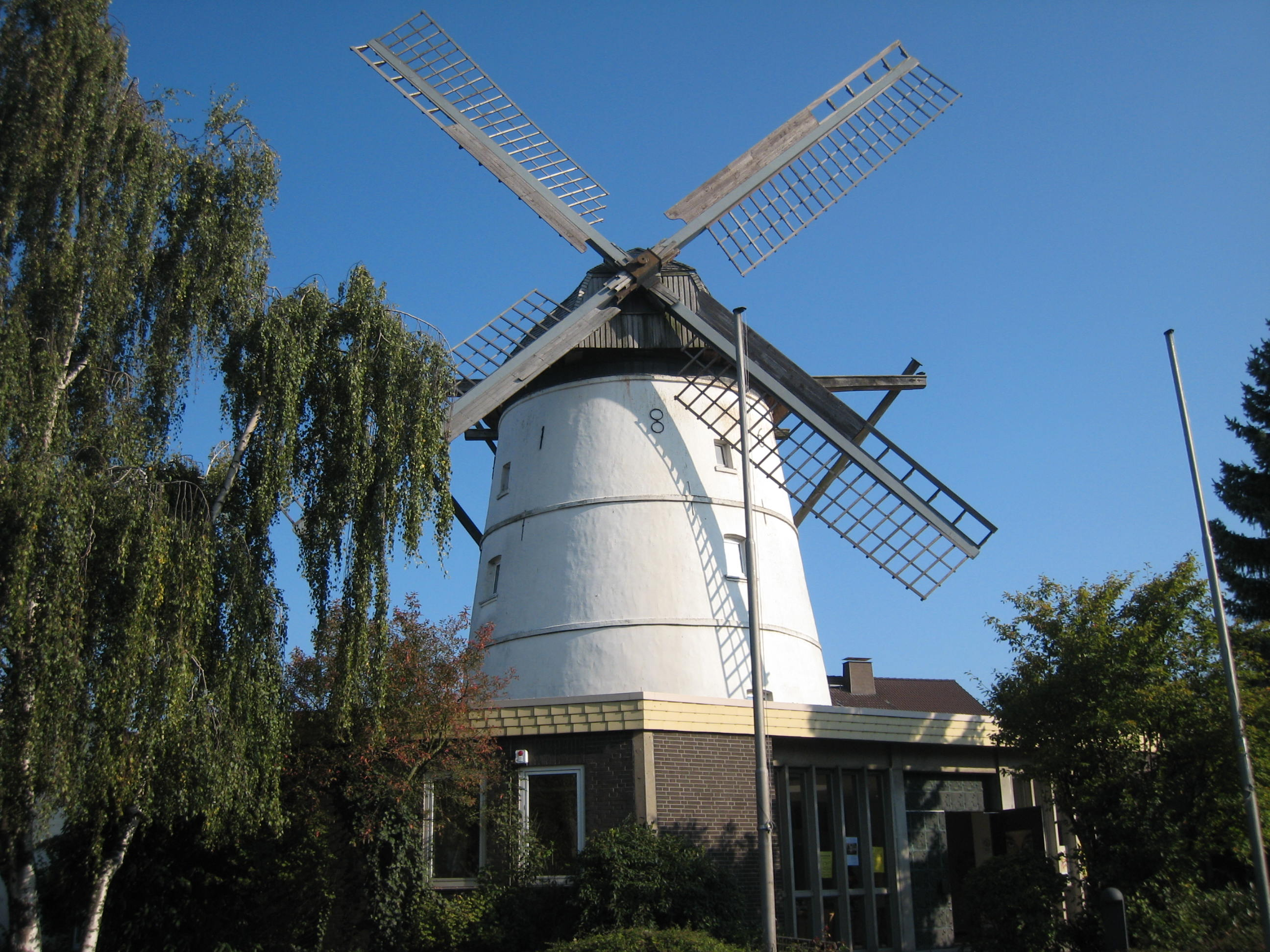
Kulturzentrum Alte Mühle Bönen

- Goetheschule (Grundschule), Altenbögge
- Hellwegschule (Grundschule), Bönen
- Humboldt-Realschule, Bönen
- Marie-Curie-Gymnasium, Bönen
- Pestalozzischule (Hauptschule), Bönen
- Volkshochschule, untergebracht im Kulturzentrum Alte Mühle, Bönen

### Freiwillige Feuerwehr
Die Freiwillige Feuerwehr Bönen gliedert sich in die beiden Löschzüge
- Löschzug 1 (zuständig für die Ortsteile Altenbögge-Bönen (größtenteils) und Nordbögge) und
- Löschzug 2 (zuständig für die Ortsteile Altenbögge-Bönen (teilweise), Bramey-Lenningsen, Flierich, Osterbönen und Westerbönen).

Ferner unterhält sie eine Jugendfeuerwehr.
Die Feuerwehr Bönen hat vier Standorte, von denen jeweils zwei auf die einzelnen Löschzüge entfallen (Löschzug 1: Nordbögge und Bönen Mitte, Löschzug 2: Osterbönen und Lenningsen).
Insgesamt verfügt die Feuerwehr Bönen über 15 Fahrzeuge (Löschzug 1: 10 Fahrzeuge, Löschzug 2: 5 Fahrzeuge).
Der Rettungsdienst für die Gemeinde Bönen wird durch die Feuerwehr Kamen übernommen.

### Medizin
In Bönen gibt es niedergelassene Ärzte aus unterschiedlichen Fachgebieten. Die nächsten Krankenhäuser befinden sich in Kamen, Unna und Hamm.

## Persönlichkeiten
Zu bekannten gebürtigen und mit der Gemeinde Bönen verbundene Persönlichkeiten gehören Personen aus Kunst und Kultur, wie beispielsweise Maler Fritz Winter, oder Personen aus dem Sport, wie Fußballspieler Otto Luttrop, und Politik, wie der Landtagsabgeordnete Alfred Schmiedel. Weitere Personen aus Wissenschaft und Politik, Religion, Militär und anderen Bereichen sowie die Bürgermeister und Ehrenbürger finden sich in der Liste im Hauptartikel.